# Silver Sable
Silver Sable är en av Marvel Comics seriefigurer. Hon är ledaren för en grupp tungt beväpnade legosoldater kallade Wild pack. De är specialiserade på stora och lönsamma uppdrag. De har bland annat varit ute efter Spindelmannen och Venom.
Efter att hon bevittnat modern bli mördad blev hennes hår permanent silverfärgat. Hon anser att Spindelmannen är en amatör som inte kan hantera sina superkrafter.
Hon är väldigt skicklig i närstrid (i klass med eller kanske till och med bättre än Spindelmannen) samt expert på alla typer av handeldvapen men hon har inga speciella superkrafter.
Hon är utrustad med en helt skottsäker dräkt, chias (ungefär som kaststjärnor), hon har ett jetpack samt kan få tag på alla sorters vapen som hon vill ha.